# Karl-Heinz Göpffarth
Karl-Heinz Göpffarth (* 8. Juni 1913 in Wilhelmshaven; † 2. Februar 1977 in Bonn) war ein deutscher Flottillenadmiral der Bundesmarine.

## Leben
Karl-Heinz Göpffarth trat 1934 in die Reichsmarine ein und wurde am 1. Juli 1935 Fähnrich der Marineverwaltung (V). 1936 war er auf der Köln. Am 1. April 1937 zum Leutnant (V) der Marineverwaltung befördert, war er im gleichen Jahr Verbandssekretär des Befehlshaber der Panzerschiffe.
Nach dem Krieg kam er in die Bundesmarine und war hier u. a. als Korvettenkapitän von Januar 1957 bis April 1957 Kommandeur des neu eingerichteten Marinestützpunktkommandos Borkum.
Als Kapitän zur See übernahm er im Oktober 1965 von Hans-Klaus Fingerle die Position des Leiters der Unterabteilung IV (Logistik) im Führungsstab der Marine. Ende März 1970 wurde er abkommandiert und wurde deutscher logistischer Bevollmächtigter AFCENT und Frankreich in Fontainebleau. Am 20. April 1970 wurde er gemeinsam mit Horst von Schroeter zum Flottillenadmiral befördert. Mit Ablauf des Jahres 1971 wurde er als deutscher logistischer Bevollmächtigter in Frankreich in den Ruhestand versetzt.
Am 19. Oktober 1972 wurde er mit dem Verdienstkreuz 1. Klasse ausgezeichnet.
Göpffarth war verheiratet und hatte drei Kinder.